# Trachystoma labasii
Trachystoma labasii är en korsblommig växtart som beskrevs av René Charles Maire. Trachystoma labasii ingår i släktet Trachystoma och familjen korsblommiga växter. Inga underarter finns listade i Catalogue of Life.